# Halecia sternalis
Halecia sternalis es una especie de escarabajo del género Halecia, familia Buprestidae. Fue descrita científicamente por Kerremans en 1900.